# Gustaf Andersson (skridskoåkare)
Gustaf Andersson, sedmera Gustaf Gabeling, född 6 april 1903 i Stockholm och död 15 september 1986 i Stockholm, var en svensk hastighetsåkare på skridskor. Han deltog i Sankt Moritz 1928 på alla distanser. Som bäst kom han på nionde plats. Andersson tävlade för Stockholmsklubben Södermalms IK. 